# In Through the Out Door
In Through the Out Door is het laatste studioalbum van de Britse rockgroep Led Zeppelin. Het werd opgenomen in het najaar van 1978 in de Polar Studios in Zweden en in augustus 1979 uitgegeven door Swan Song Records.
Het album stond in 1979 totaal 6 weken genoteerd in de Nederlandse Album Top 100 met als hoogste notering de 20e positie.

## Geschiedenis
Het album was volgens gitarist Jimmy Page en drummer John Bonham iets te soft vergeleken met hun andere albums. De bijdrage van de drummer John Bonham op dit album was klein, aangezien Robert Plant en John Paul Jones het grootste deel van de nummers schreven. Door respectievelijk een alcohol- en heroïneverslaving, kwamen Bonham en Page vaak te laat of niet in de studio opdagen. Hierdoor schreven Plant en Jones de nummers en kwamen Page en Bonham 's avonds hun stukje inspelen. Ondanks dat het album wat softer was dan de voorgaande albums, stond het zeven weken op nummer 1 in 1979 in de Billboard Pop Albums. All of My Love en Fool In the Rain werden nog 2 succesvolle singles in 1979. 
De titel van het album, In Through the Out Door, ontstond naar aanleiding van het overlijden van Robert Plants vijfjarige zoon Karac in 1977 en het vertrek van de band uit Groot-Brittannië vanwege het, voor vermogende artiesten, ongunstige belastingklimaat. Hierdoor kon de band ruim twee jaar geen optredens verzorgen in Groot-Brittannië. Om toch niet te worden vergeten door de fans voelde het als "trying to get in through the 'out' door".

## Nummers
1. In the Evening (John Paul Jones, Jimmy Page, Robert Plant) – 6:49
2. South Bound Saurez (Jones, Plant) – 4:12
3. Fool in the Rain (Jones, Page, Plant) – 6:12
4. Hot Dog (Page, Plant) – 3:17
5. Carouselambra (Jones, Page, Plant) – 10:31
6. All My Love (Plant, Jones) – 5:53
7. I'm Gonna Crawl (Page, Plant, Jones) – 5:30

## Bezetting
- John Bonham – drums
- John Paul Jones – basgitaar, keyboards
- Jimmy Page – akoestische gitaar, elektrische gitaar
- Robert Plant – zang

## Productie en techniek
- Peter Grant - Uitvoerend producent
- Hipgnosis - Platenhoes ontwerp
- Leif Mases - Geluidstechnicus
- Lennart Östlund - Assistent geluidstechnicus
- Jeff Ocheltree - Drumtechnicus tbv John Bonham
- Barry Diament - Mastering van de originele CD-uitgave (1988)
- George Marino - Remastering CD-heruitgave
- John Davis - Remastering CD-heruitgave 2015

## Noteringen

### Album
| Year | Chart                                | Position    |
| ---- | ------------------------------------ | ----------- |
| 1979 | Billboard Pop Albums (Billboard 200) | 1 (7 weeks) |

### Singles
| Year | Single             | Chart                                     | Position |
| ---- | ------------------ | ----------------------------------------- | -------- |
| 1979 | "All My Love"      | Billboard Pop Singles (Billboard Hot 100) | 50       |
| 1980 | "Fool In the Rain" | Billboard Pop Singles (Billboard Hot 100) | 21       |